# Bombardeios israelenses na Faixa de Gaza
A Força Aérea Israelense tem conduzido uma campanha de bombardeio aéreo na Faixa de Gaza durante a Guerra de Gaza. Durante os ataques, os bombardeios israelenses mataram milhares de palestinos (a maioria civis) e danificaram ou destruíram escolas [en], hospitais [en], mesquitas, igrejas e outras infraestruturas civis, incluindo campos de refugiados [en].
Até outubro de 2024, Israel informou ter bombardeado 40.000 locais na Faixa de Gaza (que tem 360 km2). Segundo uma estimativa, até abril de 2024, a quantidade de bombas lançadas em Gaza ultrapassou 70.000 toneladas, superando o total combinado de bombas lançadas sobre Dresden, Hamburgo e Londres durante a Segunda Guerra Mundial. Imagens de satélite indicaram que pelo menos 69% de todos os edifícios foram danificados ou destruídos, superando a escala de destruição em Colônia e Dresden e aproximando-se da de Hamburgo durante a Segunda Guerra Mundial. Mais de 48.000 palestinos foram reportados mortos pelo Ministério da Saúde de Gaza, enquanto uma análise de janeiro de 2025 publicada no The Lancet concluiu que os números oficiais subestimam significativamente a mortalidade, estimando 64.260 mortes por lesões traumáticas até 30 de junho de 2024, e, quando estendido a outubro de 2024, provavelmente superando 70.000. Deste total, a análise estimou que 59,1% eram mulheres, crianças e idosos. Pesquisadores estimaram que pelo menos 80% das mortes foram de civis.
Israel enfrentou acusações de crimes de guerra e genocídio devido ao grande número de vítimas civis e à elevada percentagem de infraestrutura civil destruída. Israel ordenou que civis evacuassem [en], ameaçando que aqueles que não evacuassem seriam considerados "cúmplices de uma organização terrorista". Israel afirmou que os alvos atingidos eram usados pelo Hamas, mas uma análise da Airwars [en] não encontrou evidências da presença de militantes na maioria dos ataques aéreos israelenses em outubro de 2023. As Nações Unidas relatam que 86% da Faixa de Gaza está sob ordens de evacuação israelenses. Análises de dados de satélite indicam que 80% dos edifícios no norte de Gaza foram danificados ou destruídos.

## Contexto
- Uma vista aérea mostrando a destruição em Rafah após a retirada das forças israelenses e a entrada em vigor do cessar-fogo, Faixa de Gaza;
- Fumaça e chamas após as forças israelenses atingirem uma torre de grande altura na Cidade de Gaza;
- Danos após um ataque aéreo israelense na área de El-Remal, Cidade de Gaza, em 9 de outubro de 2023.

A campanha de bombardeio de Israel na Faixa de Gaza começou em resposta ao Ataque liderado pelo Hamas em 2023 contra Israel. Em conflitos anteriores, como a Guerra de Gaza de 2014, Israel danificou ou destruiu dezenas de milhares de edifícios. Os custos de reconstrução em conflitos anteriores foram estimados em bilhões de dólares.
Israel alega que hospitais, clínicas, mesquitas e escolas são usados para atividades militares, além de afirmar que ambulâncias transportam equipamentos de combate e militantes pela Faixa de Gaza. Israel publicou vídeos de supostos interrogatórios de militantes capturados descrevendo atividades militares em hospitais e ambulâncias, e outros vídeos das FDI mostram suposto uso para armazenamento de armas e como pontos de acesso a túneis de guerra. As FDI alegam violação do direito internacional em tal uso militar.

### Munições
A campanha de bombardeio israelense utilizou majoritariamente bombas fabricadas nos EUA. De outubro a julho, os EUA transferiram mais de 27.000 bombas para Israel. Embora tenha havido uma pausa no envio de bombas MK-84 de 2.000 libras, não houve mudanças significativas no fornecimento de bombas desde outubro.
Relatórios investigativos do The New York Times e da CNN mostraram que as bombas MK-84 foram responsáveis por alguns dos ataques mais mortais contra civis em Gaza. Diferentemente das informações detalhadas divulgadas sobre o envio de armas para a Ucrânia, o governo dos EUA revelou poucos detalhes sobre as munições enviadas a Israel. As bombas são fornecidas a partir dos estoques dos EUA, e a fabricação de novas bombas foi encomendada à Boeing e à General Dynamics.

### Bombardeio da Faixa de Gaza em 2014
A Guerra de Gaza de 2014 resultou na morte de mais de 2.100 palestinos em Gaza, a maioria dos quais faleceu em bombardeios. Durante o conflito, também morreram 67 soldados israelenses, 5 civis israelenses e um cidadão tailandês em Israel.

#### 8 de julho de 2014
Um ataque aéreo, supostamente direcionado a Hafiz Hamad (30 anos), matou-o juntamente com cinco membros de sua família e feriu duas crianças. Segundo a B'Tselem, que coletou um relato de testemunha ocular do avô, nenhum aviso foi recebido. Quatro crianças sobreviveram ilesas após a mãe as colocar no cômodo mais seguro, mas a última foi ferida antes de ser realocada e foi levada para a UTI. Foi o segundo de 59 incidentes em que famílias inteiras foram bombardeadas.

### Ataques aéreos antes de 7 de outubro de 2023
Em maio de 2023, ataques aéreos contra as casas de membros da Jihad Islâmica Palestina na Faixa de Gaza mataram 13 pessoas, sendo três supostos militantes e 10 familiares civis. Relatórios sobre o número total de mortos variaram de 12 a 15. Entre os mortos estavam quatro mulheres e quatro crianças. Os ataques aéreos foram uma resposta a disparos da Jihad Islâmica, que, por sua vez, reagiu à morte, sob custódia israelense, de um membro de sua ala política, Khader Adnan. Israel alegou que dois dos homens, Jihad Ghannam e Tareq Izzeldeen, eram responsáveis por ataques na Cisjordânia.
Houve três dias de bombardeios israelenses na Faixa de Gaza no final de setembro de 2023. Dezenas de pessoas foram feridas no primeiro dia. No início daquela semana, forças israelenses dispararam contra manifestantes na fronteira, que jogaram explosivos contra posições israelenses.

## Ataques durante a Guerra de Gaza

### Instalações médicas
Autoridades de saúde e organizações médicas na Faixa de Gaza acusaram Israel de bombardear deliberadamente ambulâncias e instalações de saúde no enclave sitiado, afirmando que esses ataques violam as leis internacionais, que incluem tais atos na lista de crimes de guerra. Os ataques a instalações de saúde contribuíram para uma grave crise humanitária em Gaza. As Forças de Defesa de Israel (FDI) acusaram o Hamas de realizar operações militares dentro de hospitais, incluindo supostos ataques a soldados, armazenamento de armas, abrigo de combatentes, apoio a túneis subterrâneos, uso de escudos humanos e retenção de reféns. Muitas dessas alegações, no entanto, foram desmentidas sob escrutínio de jornalistas.
Até abril de 2024, 30 dos 36 hospitais na Faixa de Gaza foram bombardeados, segundo a Save the Children e o UNICEF. Os ataques aéreos israelenses a instalações médicas incluíram o bombardeio do Hospital da Amizade Turco-Palestino, do Hospital Nasser [en], de um comboio médico no hospital Al-Shifa, e das áreas ao redor dos hospitais Al-Shifa e Al-Quds.

### Campos de refugiados

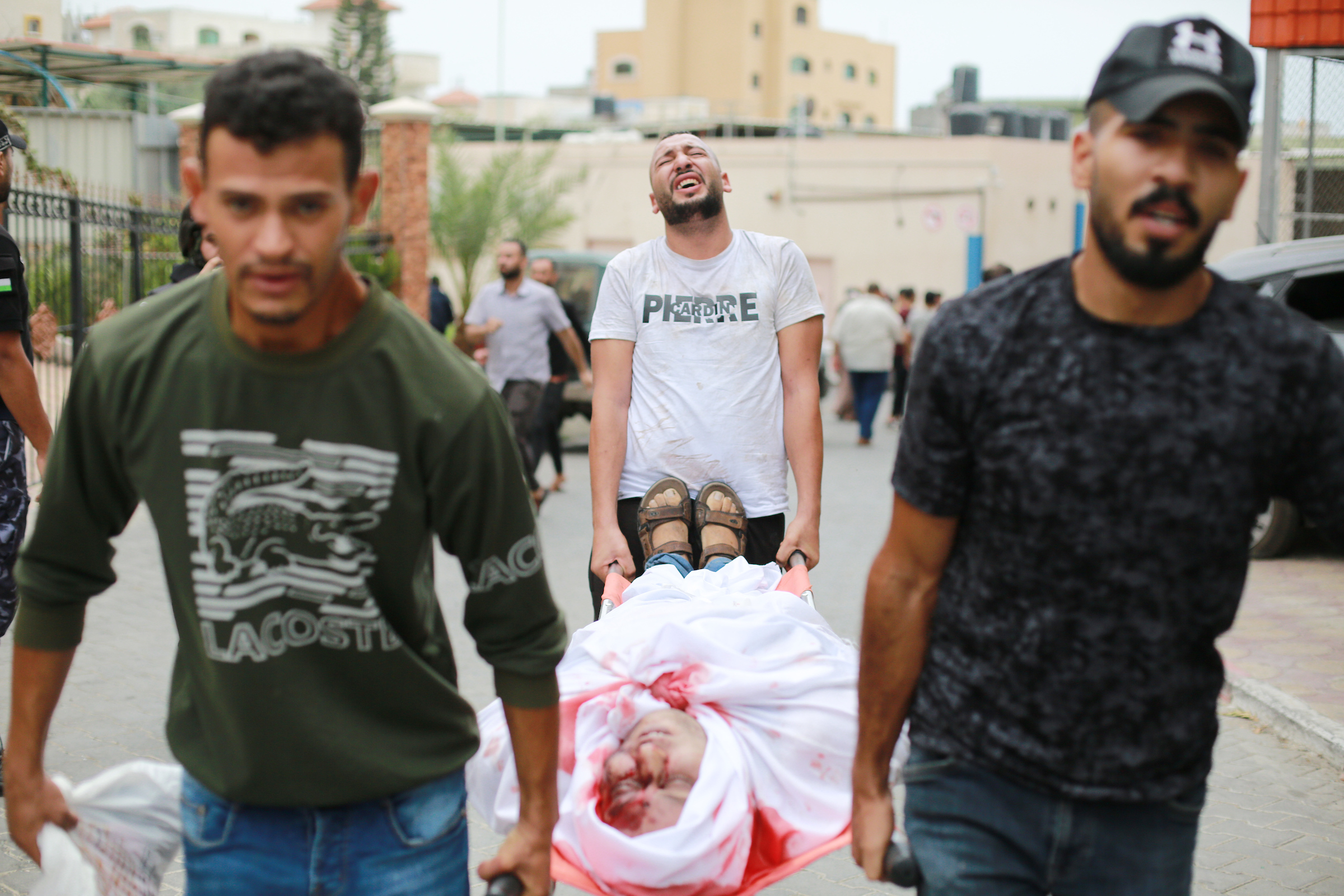
Vítima de ataque aéreo israelense no Jabalia.

Na Guerra de Gaza, como parte do bombardeio e da invasão de Gaza [en], as Forças de Defesa de Israel (FDI) realizaram numerosos ataques aéreos em campos de refugiados palestinos [en] densamente povoados, tanto na Faixa de Gaza quanto na Cisjordânia.
Em 23 de outubro de 2023, ataques aéreos mataram 436 pessoas no campo de Al-Shati e no sul de Khan Yunis em uma única noite. Até 28 de outubro de 2023, as FDI bombardearam edifícios residenciais no campo de refugiados de Jabalia [en] sem aviso prévio, matando cerca de 50 pessoas por hora. Em 31 de outubro de 2023, um ataque aéreo no campo de refugiados de Jabalia foi descrito como um "massacre em massa". Em 13 de novembro, um ataque aéreo israelense no campo de refugiados de Jabalia matou trinta pessoas, com a equipe de defesa civil de Gaza incapaz de resgatar pessoas feridas sob os escombros devido à falta de equipamentos. Até 6 de março de 2024, imagens aéreas mostraram que o Campo de refugiados de Al-Shati, uma das áreas mais densamente povoadas do mundo antes da guerra, estava em completa ruína.

### Escolas
Segundo o UNOCHA, 87 por cento das escolas em Gaza foram atingidas ou danificadas entre outubro de 2023 e 2024. Da mesma forma, o The Intercept relatou que 85% das escolas em Gaza haviam sido bombardeadas até outubro de 2024. Até março de 2024, as Nações Unidas registraram 212 "acertos diretos" em escolas em Gaza por bombardeios israelenses, com pelo menos 53 escolas totalmente destruídas.
Um ataque aéreo em uma escola da UNRWA matou pelo menos seis pessoas. Em 18 de outubro de 2023, a Escola Ahmed Abdel Aziz em Khan Yunis foi atingida. Em 3 de novembro de 2023, as FDI bombardearam a escola Osama Ben Zaid. Em 4 de novembro de 2023, Israel bombardeou a escola Al-Fakhoora, matando pelo menos quinze pessoas. Em 5 de novembro de 2023, Israel bombardeou e destruiu a Universidade Al-Azhar.
Em 17 de novembro de 2023, dezenas de pessoas foram relatadas mortas após um ataque aéreo à escola Al-Falah [en] no bairro de Zeitoun, ao sul da Cidade de Gaza. Um ataque à escola Al-Fakhoora teria matado pelo menos 50 pessoas. Pessoas surdas, cegas e com deficiência intelectual estavam em risco particular de morte por ataques aéreos. Em 13 de dezembro de 2023, uma escola da UNRWA em Beit Hanoun foi destruída por um ataque aéreo israelense. Em 10 de agosto de 2024, mais de 100 palestinos morreram em ataques com foguetes à escola Al-Tabaeen.

### Habitação e infraestrutura

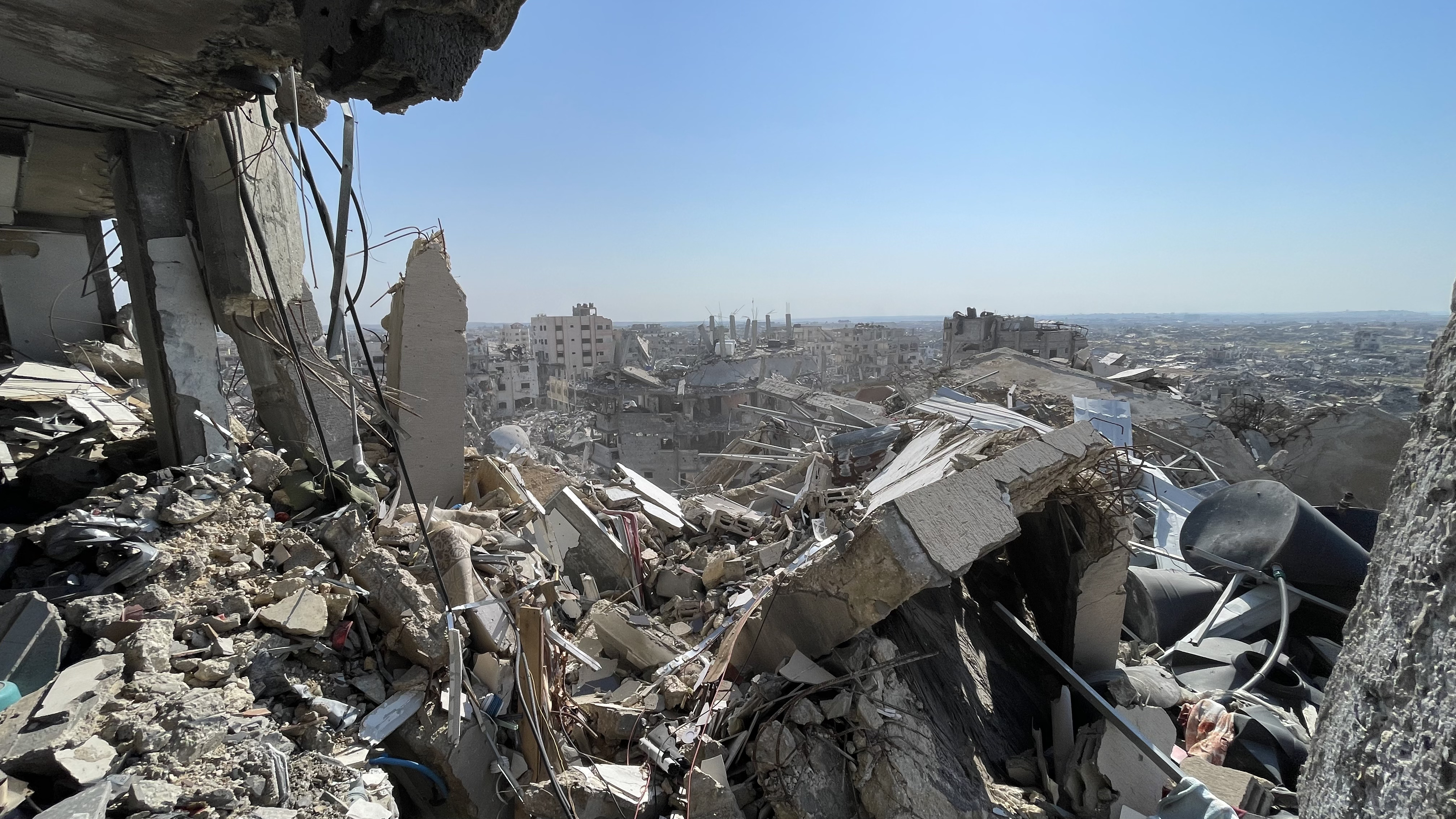
Casas destruídas em Gaza

Em 16 de outubro de 2023, ataques aéreos israelenses destruíram um depósito de ajuda humanitária da UNRWA. No mesmo dia, ataques aéreos destruíram a sede da Defesa Civil Palestina, uma agência responsável por serviços de emergência, incluindo combate a incêndios e busca e resgate. Jornalistas relataram que Israel estava alvejando painéis solares e geradores pessoais. Em 15 de novembro de 2023, o último moinho de farinha de Gaza foi atingido por um ataque aéreo israelense.
Em 12 de novembro de 2023, Israel usou bombas terremoto [en] em um complexo de apartamentos em Khan Yunis, matando pelo menos treze pessoas. Vinte e seis pessoas foram mortas em um ataque aéreo a um edifício residencial no sul de Gaza em 18 de novembro. Até 28 de novembro de 2023, um consórcio liderado pela Nações Unidas estimou que 60 por cento de todas as habitações em Gaza haviam sido destruídas. Numerosas vítimas foram relatadas em um ataque aéreo a um edifício residencial próximo ao Complexo Médico Nasser em Khan Yunis, com a equipe do hospital relatando ter que enterrar 40 corpos no terreno do hospital. Em 4 de fevereiro de 2024, duas torres residenciais em Rafah foram bombardeadas, parte de uma série de ataques que mataram 127 pessoas. Entre 21 e 23 de fevereiro de 2024, 104 pessoas foram mortas em ataques aéreos a edifícios residenciais realizados sem aviso prévio. Em março de 2024, um homem na Cidade de Gaza descreveu a situação, afirmando: "Destruição em escala massiva, além de qualquer descrição. Nossas casas foram destruídas. Nada restou de nossa propriedade".
Em março de 2024, um relatório conjunto da UE, Banco Mundial e ONU estimou que 57 por cento da infraestrutura de água foi danificada ou destruída. O esgoto transborda como resultado dos danos à infraestrutura. Em maio de 2024, o Gabinete Central de Estatísticas da Palestina [en] e o Ministério de Comunicações e Tecnologia da Informação [en] afirmaram que 75 por cento das torres de telecomunicações de Gaza foram danificadas ou destruídas por ataques israelenses. Em junho de 2024, a UNOSAT afirmou que 57 por cento das terras agrícolas de Gaza haviam sido degradadas pelo conflito.

### Locais de culto

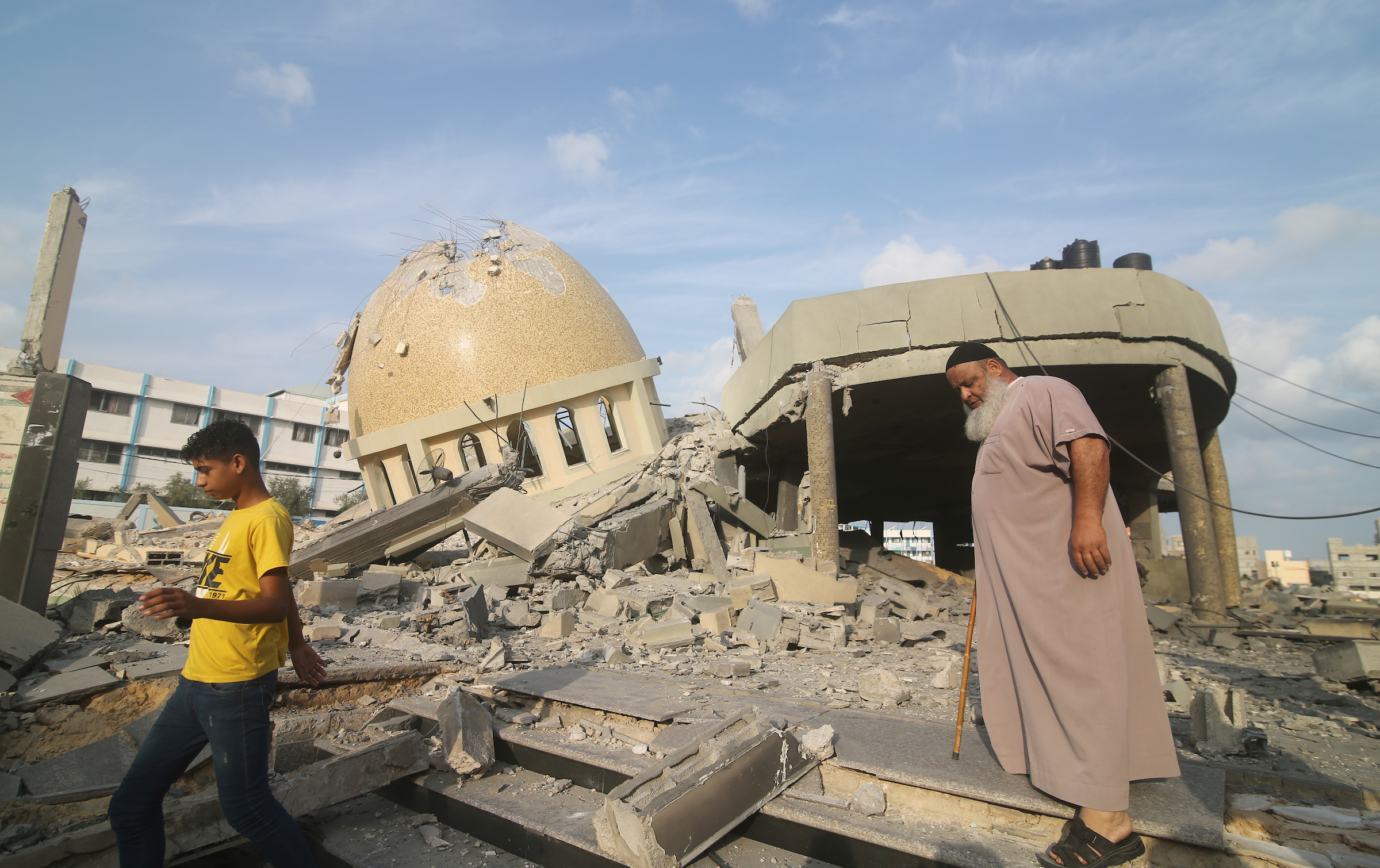
Mesquita destruída por bombardeio israelense em Khan Younis.

Em 19 de outubro de 2023, um ataque aéreo israelense atingiu a Igreja de São Porfírio [en], onde 500 pessoas estavam abrigadas. Em 8 de novembro de 2023, Israel bombardeou e destruiu a Mesquita Khalid bin al-Walid. Até 13 de novembro de 2023, pelo menos sessenta mesquitas haviam sido destruídas por bombas israelenses. Em dezembro de 2023, um bombardeio israelense destruiu a Grande Mesquita de Gaza. Pelo menos sete pessoas foram mortas em um ataque aéreo israelense em uma mesquita em Rafah cheia de deslocados em 23 de fevereiro de 2024. Cinco pessoas foram mortas em uma mesquita no norte de Gaza que foi bombardeada sem aviso prévio. A mesquita al-Riad em Khan Younis foi gravemente danificada por um bombardeio israelense em 9 de março de 2024.
Até 10 de março de 2024, mais de 1.000 mesquitas haviam sido destruídas por ataques israelenses. Em maio de 2024, um bombardeio israelense em uma mesquita na Cidade de Gaza teria matado pelo menos 10 pessoas.

### Zonas seguras
Em 17 de outubro de 2023, Israel realizou intensos ataques aéreos no sul de Gaza, em áreas que havia instruído os residentes a buscar refúgio. Israel "bombardeou" áreas no sul de Gaza que havia declarado como "zonas seguras", aumentando os temores entre os residentes de que não havia lugar seguro. Em 20 de outubro de 2023, Israel continuou a bombardear o sul de Gaza, e o porta-voz das FDI, Nir Dinar, disse: "Não existem zonas seguras". Após as ordens de evacuação de Israel para que os palestinos fugissem do norte de Gaza, as FDI intensificaram seus ataques no sul de Gaza.
Análises da CNN, The New York Times e Sky News concluíram que Israel bombardeou áreas para as quais havia instruído os civis a evacuarem. A investigação da Sky News também concluiu que as ordens de evacuação de Israel foram "caóticas e contraditórias", o NYT descobriu que Israel havia lançado bombas de 2.000 libras nessas áreas, enquanto a CNN afirmou que verificou pelo menos três locais que Israel bombardeou após dizer aos civis que era seguro ir para lá.
Em 5 de janeiro de 2024, evacuados fugindo de ataques israelenses no centro de Gaza descreveram a situação como "inferno na Terra". Um sobrevivente de um ataque aéreo israelense escreveu: "Embora aquele ataque aéreo não nos tenha matado, ele destruiu algo dentro de nós." Em 12 de janeiro, o Secretário-Geral da ONU para Direitos Humanos afirmou que pelo menos 319 pessoas deslocadas internamente foram mortas e 1.135 feridas por ataques aéreos israelenses enquanto estavam abrigadas em abrigos da ONU. Após uma bomba israelense matar duas pessoas abrigadas em uma tenda em Deir el-Balah em 23 de fevereiro de 2024, um familiar sobrevivente afirmou: "É apenas uma tenda. Eles são deslocados e evacuados do norte para cá em busca de refúgio. Estavam dormindo. Por que foram atacados? Mesmo em tendas, não estamos seguros." Após um bombardeio em tendas em Rafah que matou onze pessoas, o Diretor-Geral da OMS, Tedros Adhanom Ghebreyesus, afirmou que foi "ultrajante e indizível".

## Vítimas
Mais de 48.000 palestinos foram relatados mortos pelo Ministério da Saúde de Gaza. De acordo com uma análise de janeiro de 2025 no The Lancet, é provável que o número de mortos devido a lesões traumáticas agora exceda 70.000. Deste total, estima-se que 59,1% eram mulheres, crianças e idosos, e pesquisadores estimaram um número de mortes civis de pelo menos 80%.

### Pessoas desaparecidas

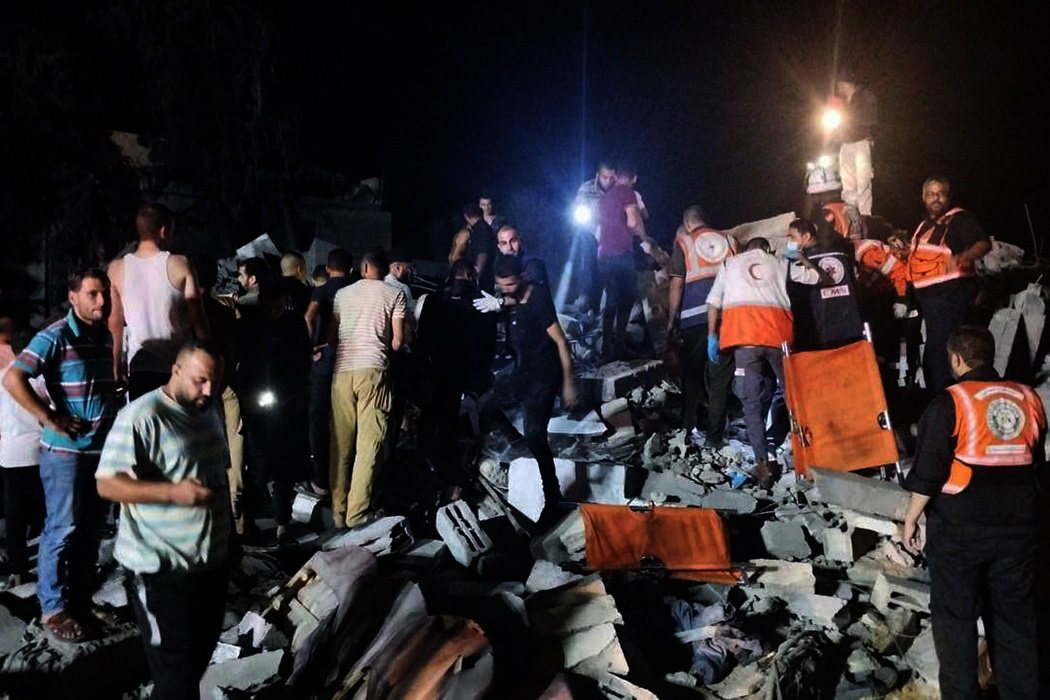
Equipes de resgate procurando sobreviventes sob escombros, outubro de 2023

Em 15 de outubro de 2023, mais de 1.000 pessoas foram relatadas desaparecidas sob os escombros. Em 27 de outubro de 2023, a Organização Mundial da Saúde afirmou que mais de 1.000 pessoas não identificadas estavam enterradas sob os escombros. Em 3 de dezembro de 2023, a Defesa Civil Palestina afirmou que a situação era "além de terrível", pois a organização não conseguia resgatar muitas pessoas soterradas sob os escombros.
Indivíduos foram resgatados por trabalhadores humanitários após supostamente sobreviverem vários dias soterrados sob os escombros. Equipes de emergência afirmaram que parte do que dificultava o resgate era que as bombas israelenses tendiam a "arrasar edifícios inteiros". Em 24 de fevereiro de 2024, o Dr. Paul B. Spiegel [en] afirmou que as contagens totais de mortes eram subestimadas devido ao grande número de pessoas sob os escombros, dizendo: "Projetamos o número de mortes que podem estar faltando, e provavelmente era cerca de dez a quinze por cento a mais." Em 26 de fevereiro de 2024, aviões de guerra israelenses bombardearam e destruíram máquinas de resgate de emergência em Beit Lahia.
De acordo com o The New York Times, "Os soterrados formam uma contagem de mortes sombra em Gaza, um asterisco pesado para a contagem oficial do ministério da saúde de mais de 31.000 mortos". Em maio de 2024, um médico dos EUA descreveu a deterioração das operações de resgate em Gaza, afirmando: "Ouvimos bombas e antes eu pensava 'que pacientes vamos encontrar amanhã?' E agora ouvimos bombas e ninguém aparece." As Nações Unidas afirmaram que mais de 10.000 pessoas foram estimadas como soterradas sob os escombros. O Dr. Marwan al-Hams afirmou que o número era tão alto devido à falta de equipamentos pesados ou combustível para cavar através de concreto e aço para resgatá-los.
No final de junho de 2024, foi relatado pela Save the Children que até 21.000 crianças estão estimadas como desaparecidas devido aos bombardeios e à guerra em curso. Embora a organização tenha reconhecido que era difícil coletar e verificar informações em Gaza, acreditava-se que cerca de 17.000 crianças estavam desacompanhadas e separadas, cerca de 4.000 provavelmente desaparecidas nos escombros e um número desconhecido em valas comuns. Em julho de 2024, equipes de emergência afirmaram que havia muitas pessoas presas sob escombros no bairro Tel al-Hawa [en] após ataques pesados de Israel.

## Alvos assistidos por IA

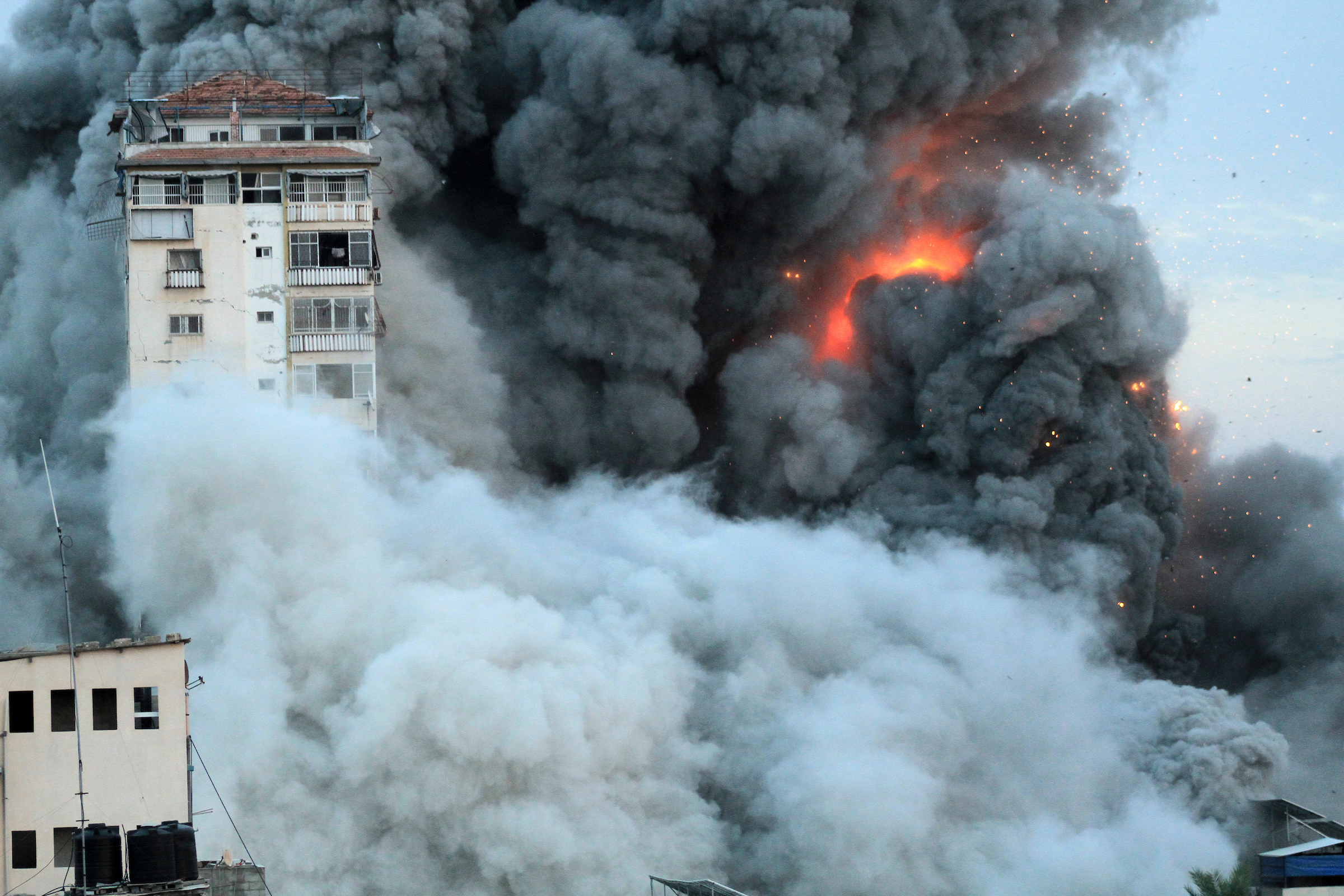
Bombardeio israelense da Torre Palestina na Cidade de Gaza em 7 de outubro de 2023.

Durante a campanha de bombardeio, Israel usou inteligências artificiais para determinar quais alvos a Força Aérea bombardearia. Um sistema conhecido como Habsora, "o Evangelho", fornecia automaticamente uma recomendação de alvo a um analista humano, que decidia se a passava para os soldados em campo. As recomendações podiam variar de combatentes individuais, lançadores de foguetes, postos de comando do Hamas, a residências particulares de suspeitos de serem membros do Hamas ou Jihad Islâmica. Isso automatizava a maior parte do processo de seleção de alvos.
A NPR citou Anthony King, professor de estudos de defesa e segurança na Universidade de Exeter, dizendo que essa pode ser a primeira vez que alvos gerados por IA estão sendo implementados em grande escala para tentar influenciar uma operação militar.

## Cronologia

### Outubro de 2023
- 15 de outubro: Na primeira semana da guerra, Israel lançou mais de 6.000 bombas em Gaza.[144]
- 16 de outubro: Ataques aéreos mataram 2.750 pessoas, incluindo mais de 700 crianças, e feriram quase 10.000.[145]
- 18 de outubro: O número de mortos em Gaza subiu para 3.478.[146]
- 19 de outubro: Autoridades dos EUA relataram preocupação com comentários israelenses sobre a "inevitabilidade" de vítimas civis e menções às "mortes de civis pelas bombas atômicas dos EUA" em Hiroshima e Nagasaki.[147]
- 21 de outubro: Israel intensificou seus ataques aéreos antes de uma esperada invasão terrestre.[148][149]
- 26 de outubro: O primeiro-ministro de Israel, Benjamin Netanyahu, afirmou que Israel já havia "eliminado milhares de terroristas – e isso é apenas o começo".[150]

### Novembro de 2023 – Janeiro de 2024
- 17 de novembro: O historiador Raghu Karnad [en] citou relatórios de que Israel havia lançado 25.000 toneladas de explosivos em Gaza desde o início do conflito, afirmando que isso equivalia a duas bombas nucleares.[151]
- 20 de novembro: Imagens de satélite mostraram que metade do Norte de Gaza havia sido destruída por ataques aéreos israelenses.[152]
- 24 de novembro: Israel intensificou os ataques em Gaza antes do cessar-fogo temporário de novembro.[153]
- 26 de novembro: Estima-se que Israel tenha lançado 40.000 toneladas de explosivos em Gaza desde o início da guerra.[154]
- 1 de dezembro: Nas horas seguintes ao fim da trégua temporária entre Israel e Hamas, 109 pessoas foram mortas por ataques aéreos israelenses.[155]
- 2 de dezembro: As FDI afirmaram que atingiram pelo menos 400 locais em Gaza desde o fim da pausa, incluindo 50 em Khan Younis, no sul de Gaza.[156]
- 3 de dezembro: Relatos indicaram que 700 pessoas foram mortas nas últimas 24 horas.[157]
- 8 de dezembro: 350 pessoas foram mortas nas últimas 24 horas.[158]
- 9 de dezembro: A Defesa Civil Palestina afirmou que restava apenas um veículo de resgate operacional em todo o norte de Gaza.[159]
- 6 de janeiro: Mais de 85% dos palestinos em Gaza, ou cerca de 1,9 milhão de pessoas, eram deslocados internos.[160]
- 14 de janeiro: A ofensiva de Israel havia danificado ou destruído 70–80% de todos os edifícios no norte de Gaza.[161][162]
- 30 de janeiro: Pelo menos metade de todos os edifícios em Gaza haviam sido destruídos ou danificados.[163]

### Fevereiro–Abril de 2024
- 1 de fevereiro: O New York Times estimou que pelo menos metade dos edifícios de Gaza haviam sido danificados ou destruídos.[164]
- 2 de fevereiro: A UNOSAT [en], o centro de satélites da ONU, constatou que 69.147 estruturas, ou cerca de 30 por cento do total de edifícios de Gaza, haviam sido danificados ou destruídos por ataques aéreos, bombardeios e demolições israelenses.[165]
- 6 de fevereiro: As campanhas de bombardeio israelense intensificaram-se no Centro de Gaza, enquanto pessoas deslocadas em Rafah temiam um ataque iminente de Israel na cidade.[166][167]
- 1 de março: Residentes do Campo de refugiados de Nuseirat [en] afirmaram que as forças israelenses bombardearam o campo "sem aviso prévio".[168]
- 2 de março: Zeitoun, um dos bairros mais densamente povoados de Gaza antes da guerra, estava em ruínas, com um residente chamando-o de "destruição em uma escala massiva além de qualquer descrição".[169]
- 4 de março: Um F-16 bombardeou e destruiu um cemitério no Campo de refugiados de Jabalia.[170]
- 15 de março: A UNOCHA estimou que havia 23 milhões de toneladas de escombros na Faixa de Gaza como resultado da campanha de bombardeio de Israel, o que levaria vários anos para ser removido.[171]
- 21 de março: A UNOSAT afirmou que 88.868 estruturas, ou 35% dos edifícios em Gaza, haviam sido destruídas ou danificadas.[172]
- 31 de março: O The Wall Street Journal relatou um memorando do governo dos EUA indicando a falta de supervisão independente para garantir que a inteligência dos EUA não fosse usada para ataques aéreos que matassem civis ou danificassem infraestrutura.[173]
- 29 de abril: A Bellingcat estimou que 50 por cento dos edifícios em Gaza foram danificados ou destruídos.[174]

### Maio–Julho de 2024
- 3 de maio: O Serviço de Ação Antiminas das Nações Unidas estimou que havia 37 milhões de toneladas de escombros contendo cerca de 800.000 toneladas de amianto e outros contaminantes, e 7.500 toneladas de munições não detonadas, o que poderia levar até 14 anos para ser removido.[175]
- 3 de junho: A UNOSAT estimou que 55 por cento de todos os edifícios foram destruídos, danificados ou possivelmente danificados.[176]
- 27 de junho: As FDI afirmaram que 16% dos edifícios de Gaza foram destruídos, contestando números mais altos da ONU.[177]
- 11 de julho: A Agência de Defesa Civil de Gaza afirmou que 85 por cento dos edifícios em Shuja'iyya [en] foram destruídos, deixando mais de 100.000 pessoas sem-teto.[178]
- 17 de julho: Um ataque aéreo israelense destruiu a sede da UNRWA na Cidade de Gaza.[179]

### Agosto de 2024–presente
- 2 de agosto: A UNOSAT estimou que dois terços dos edifícios de Gaza foram danificados ou destruídos.[180]
- 8 de setembro: Um ataque aéreo israelense matou o vice-diretor do Serviço de Emergência Civil de Gaza no norte de Gaza.[181]
- 3 de outubro: A UNOSAT e a Organização das Nações Unidas para Alimentação e Agricultura estimaram que 67,6 por cento das terras agrícolas haviam sido danificadas.[182]

## Reações
O Financial Times descreveu o norte de Gaza como um "deserto bombardeado", e os palestinos temiam que o norte de Gaza estivesse se tornando inabitável. O bombardeio de Israel foi descrito como "diferente de qualquer outro no século XXI".
Em 6 de janeiro de 2024, o Secretário-geral-adjunto para Assuntos Humanitários das Nações Unidas, Martin Griffiths [en], afirmou que Gaza havia "simplesmente se tornado inabitável". James Elder, porta-voz da UNICEF, declarou: "Nunca vi tamanha devastação. Apenas caos e ruínas, com escombros espalhados em todas as direções." Tor Wennesland [en], coordenador especial da ONU para o Processo de Paz no Oriente Médio, afirmou: "O uso de armas explosivas por Israel em áreas densamente povoadas destruiu bairros inteiros e danificou hospitais, outras infraestruturas civis, escolas, mesquitas e instalações das Nações Unidas." Em novembro de 2024, Jan Egeland, chefe do Conselho Norueguês para Refugiados [en], afirmou em uma entrevista com Christiane Amanpour: "Gaza está destruída, não há outra maneira de descrever isso".
O principal diplomata da UE, Josep Borrell, afirmou que o objetivo de Israel parecia ser tornar Gaza "temporária ou permanentemente impossível de se viver". Mary Robinson, ex-presidente da República da Irlanda e líder da The Elders, pediu que os Estados Unidos cessassem o fornecimento de bombas a Israel, afirmando: "Netanyahu está completamente do lado errado da história".
Em 10 de julho de 2024, a administração Biden retomou os envios de bombas de 500 libras para Israel, que haviam sido suspensos desde maio do mesmo ano devido a preocupações com o alto número de vítimas civis em Gaza [en].
Em resposta ao bombardeio indiscriminado, o presidente dos EUA, Joe Biden, observou que o apoio a Israel estava diminuindo. Benjamin Netanyahu, no entanto, afirmou: "Vocês bombardearam a Alemanha, lançaram a bomba atômica, muitas pessoas morreram." Ao que Joe Biden respondeu: "Sim, é por isso que todas essas instituições foram criadas após a Segunda Guerra Mundial para garantir que isso não acontecesse novamente". No Congresso dos Estados Unidos, os legisladores Tim Walberg [en] e Lindsey Graham apoiaram o bombardeio e compararam a situação aos Hiroshima e Nagasaki.

### Análise

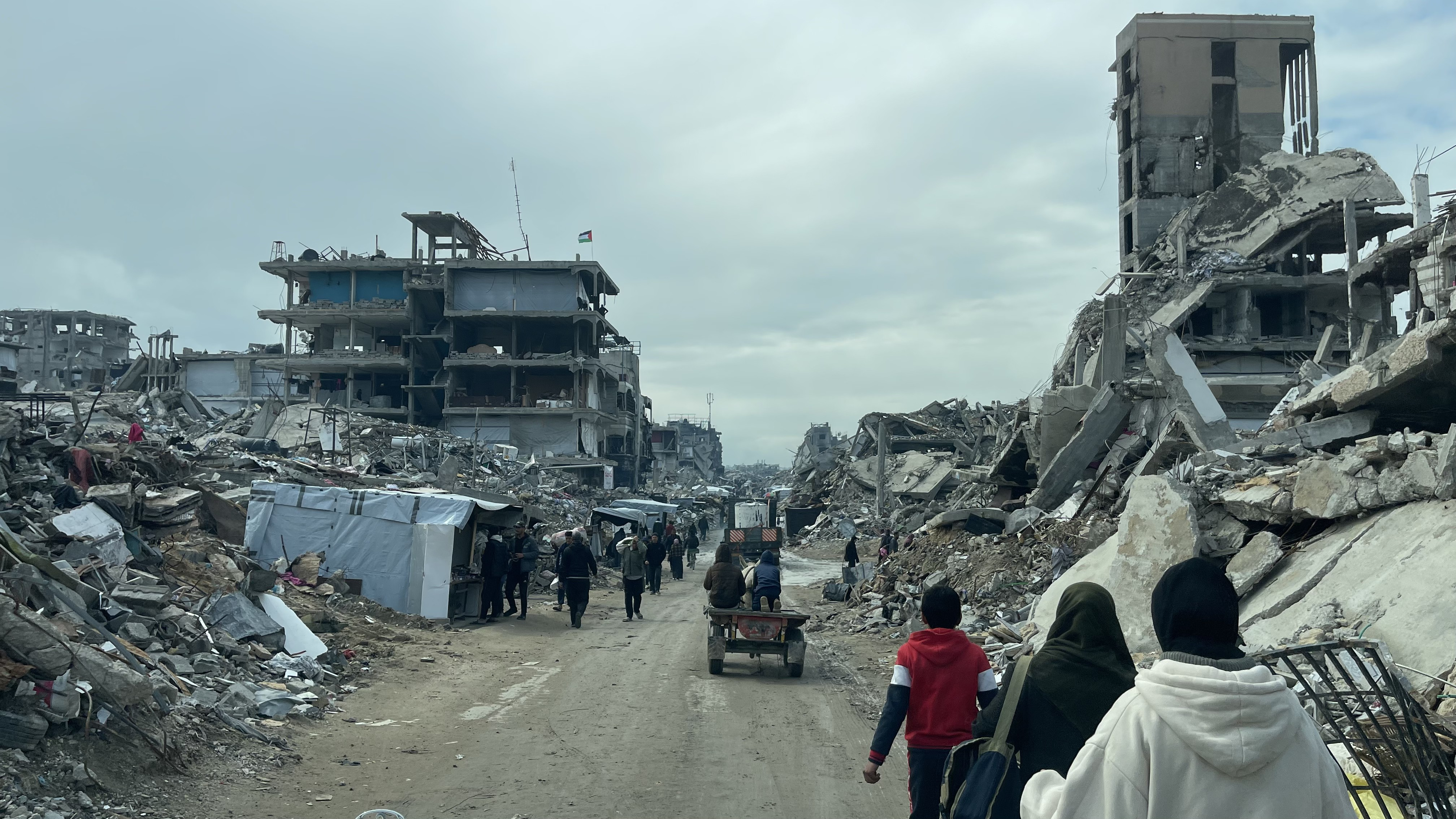
Palestinos entre as ruínas de Gaza em fevereiro de 2025.

Em outubro de 2024, Israel afirmou ter bombardeado 40.000 locais na Faixa de Gaza (que tem 360 km²). Segundo uma estimativa, a quantidade de bombas lançadas em Gaza ultrapassa 70.000 toneladas, o que o acadêmico Robert Pape [en] observou que superava a quantidade combinada de bombas lançadas em Dresden, Hamburgo e Londres durante a Segunda Guerra Mundial. Ele também afirmou que "Gaza entrará para a história como um dos locais de campanhas de bombardeio convencionais mais pesadas da história." Imagens de satélite mostraram que pelo menos 69% de todos os edifícios foram danificados ou destruídos, o que supera a escala de destruição em Colônia e Dresden e se aproxima da de Hamburgo durante a Segunda Guerra Mundial.
Acadêmicos classificaram a destruição de Gaza como um domicídio [en], levando o relator especial da ONU [en] sobre o direito à moradia a argumentar que o direito internacional deveria ser alterado para considerar o domicídio um crime de guerra. Os ataques aéreos de Israel foram descritos como um bombardeios de tapete [en] e "indiscriminados [en]". Um relatório de inteligência dos EUA descobriu que metade das bombas lançadas em Gaza eram bombas não guiadas. Especialistas afirmaram que a campanha de bombardeio contra Gaza estava entre as mais letais e destrutivas da história moderna, com Corey Scher, do CUNY Graduate Center [en], dizendo que "Gaza agora é uma cor diferente do espaço." Vários meses depois, Scher, que esteve envolvido no mapeamento da destruição em Gaza, afirmou: "A taxa de danos registrados é diferente de tudo que estudamos antes. É muito mais rápida e mais extensa do que qualquer coisa que mapeamos."
O The Wall Street Journal classificou o bombardeio de Israel como a "guerra urbana mais devastadora no registro moderno". Segundo análise da Humanity & Inclusion [en], aproximadamente 45.000 bombas foram lançadas na Faixa de Gaza nos primeiros três meses do conflito, mas com uma taxa de falha de 9% a 14%, milhares de bombas não detonadas permanecem entre as ruínas. O Serviço de Ação Antiminas das Nações Unidas estimou que havia mais escombros em Gaza (40 km de comprimento) do que em toda a Ucrânia (965 km de comprimento), com os escombros em Gaza provavelmente "fortemente contaminados" por munições não detonadas. Em junho de 2024, acadêmicos referiram-se ao bombardeio de Gaza como um exemplo de urbicídio, ou a "destruição deliberada e generalizada do ambiente urbano".

## Crimes de Guerra
Um grupo de relatores especiais da ONU afirmou que os ataques aéreos de Israel são indiscriminados, declarando que os ataques aéreos são "absolutamente proibidos pelo direito internacional" e equivalem ao crime de guerra de punição coletiva. O porta-voz militar israelense, Almirante Daniel Hagari [en], disse que "enquanto equilibramos precisão com a extensão dos danos, no momento estamos focados no que causa o máximo de dano". Uma investigação da +972 Magazine [en] descobriu que as FDI haviam expandido a autorização para bombardear alvos não militares. Pesquisas conduzidas por Dr. Yagil Levy na Universidade Aberta de Israel confirmaram o relatório da +972, que afirmou que Israel estava "deliberadamente alvejando quarteirões residenciais para causar vítimas civis em massa".
Durante dois ataques aéreos em 10 e 22 de outubro de 2023, as FDI usaram JDAMs em ataques descritos pela Anistia Internacional como "ataques diretos contra civis" ou "ataques indiscriminados". Marc Garlasco [en], um investigador de crimes de guerra, afirmou que uma bomba JDAM "transforma a terra em líquido". Em 12 de janeiro de 2024, o porta-voz do Escritório do Alto-comissário das Nações Unidas para os Direitos Humanos afirmou que os ataques de Israel não estavam considerando distinção, proporcionalidade e precauções, deixando Israel exposto à responsabilidade por crimes de guerra. As FDI argumentaram que usam detonação retardada, para que a bomba exploda no subsolo e minimize a explosão e fragmentação; no entanto, especialistas argumentam que a detonação retardada cria um novo problema ao nivelar edifícios residenciais, como visto no Ataque aéreo ao campo de refugiados de Jabalia em 31 de outubro de 2023. Essa detonação retardada "achata" edifícios e coloca em risco civis em edifícios próximos.
Em fevereiro de 2024, as FDI bombardearam e destruíram o escritório de desenvolvimento de Gaza do governo belga. Em resposta, a Bélgica convocou o embaixador israelense e condenou a "destruição de infraestrutura civil" como uma violação do direito internacional. Scott Lucas, professor da Universidade de Birmingham, afirmou que a campanha de bombardeio de Israel violava a lei da proporcionalidade. Em junho de 2024, o Escritório de Direitos Humanos da ONU publicou um relatório afirmando que o uso de bombardeios pesados por Israel levantava "sérias preocupações sob as leis de guerra". O chefe de uma Comissão de Inquérito da ONU afirmou que o uso de armas pesadas por Israel em áreas densas "constitui um ataque intencional e direto contra a população civil".
O advogado Dylan Saba argumenta que o lançamento de bombas de 2.000 libras por Israel (cada uma com um raio de fragmentação letal de 1.200 pés) em áreas civis densamente povoadas é tão indiscriminado quanto o uso de armas químicas. Isso ocorre porque tais bombas matam todos dentro de seu raio letal, tanto militantes quanto civis, sem distinção.

## Consequências

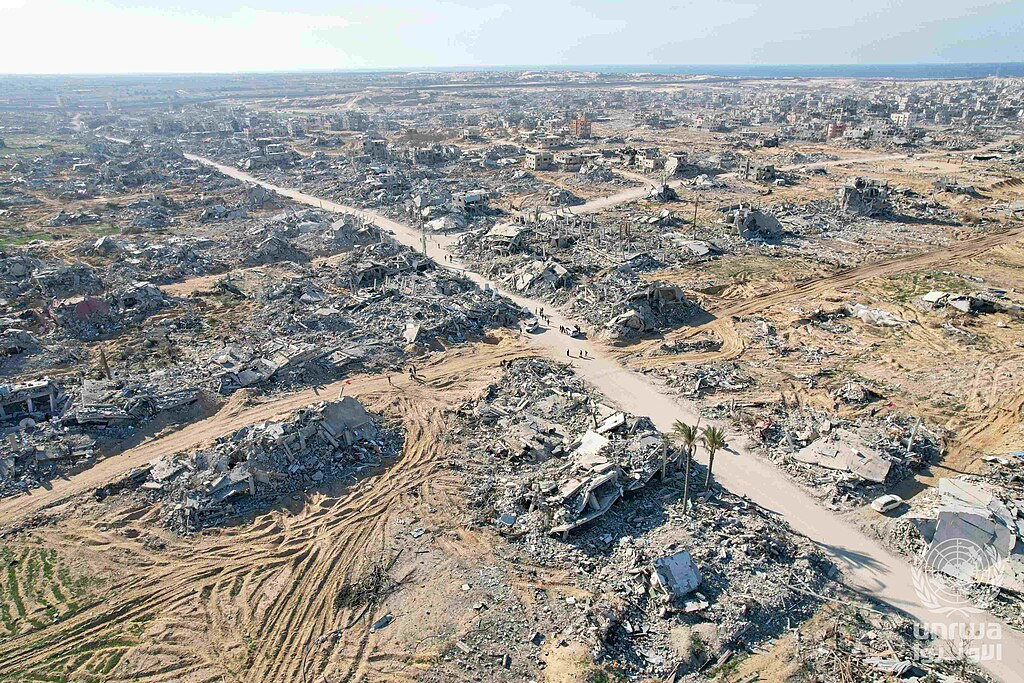
Vista aérea mostrando a destruição de Rafah em janeiro de 2025.

O bombardeio deixou uma grande quantidade de escombros, incluindo munição não detonada. Um oficial do UNMAS afirmou que pode levar até 14 anos para remover os escombros, incluindo os destroços de edifícios destruídos. Até junho de 2024, a guerra deixou cerca de 39 milhões de toneladas de escombros em uma área amplamente urbanizada e densamente povoada, segundo o Programa das Nações Unidas para o Meio Ambiente. Esse número aumentou para 42 milhões de toneladas até agosto de 2024. Em julho de 2024, a UNOCHA alertou sobre o "risco significativo" de resíduos explosivos de guerra e munições não detonadas para civis em Gaza, citando várias vítimas causadas por munições não detonadas. Além dos temores sobre munições não detonadas, autoridades de saúde estavam preocupadas que o bombardeio de edifícios por Israel expusesse civis a partículas altamente cancerígenas no ar, incluindo amianto. Uma estimativa da ONU indicou que a remoção de 40 milhões de toneladas de escombros em Gaza poderia levar até 15 anos e custar entre US$500 e US$600 milhões. O Conselho Norueguês para Refugiados alertou ainda que, quando a guerra terminar, metade de todas as famílias em Gaza estará desabrigada devido à destruição de suas casas.
De acordo com as Nações Unidas, a destruição da infraestrutura pelo exército israelense retrocedeu o desenvolvimento humano de Gaza em quase 70 anos.

### Reconstrução
O Financial Times estimou que custaria bilhões para reconstruir Gaza. Mohammed Mustafa, economista-chefe do Fundo de Investimento da Palestina [en], estimou que a reconstrução apenas das casas de Gaza custaria cerca de US$15 bilhões. O Banco Mundial e as Nações Unidas estimaram em abril de 2024 que a guerra causou danos de US$18,5 bilhões à infraestrutura de Gaza até o momento. Em maio de 2024, o Programa das Nações Unidas para o Desenvolvimento afirmou que levaria pelo menos até 2040 para reconstruir as casas destruídas em Gaza. Mark Jarzombek [en], professor no MIT, afirmou: "O custo da reconstrução será proibitivo. Locais de construção nessa escala precisam estar vazios de pessoas, criando outra onda de deslocamentos. Não importa o que se faça, por gerações Gaza lutará com isso".